# Nati nel 1517
| Questa pagina contiene informazioni ricavate automaticamente dalle voci biografiche con l'ausilio del template Bio e di un bot. L'aggiornamento è periodico e automatico e ricostruisce completamente la pagina. Se manca una persona in questa lista, sei pregato di non aggiungerla, ma accertati piuttosto che la sua voce biografica contenga il template Bio e che i dati anagrafici siano correttamente compilati. Se il template Bio manca, inseriscilo tu stesso o, in alternativa, metti l'avviso {{tmp\|Bio}} che ne segnala la mancanza. Se i dati riportati sono sbagliati, correggi direttamente la voce biografica; le modifiche saranno visibili in questa lista entro pochi giorni. Per chiarimenti vedi il progetto biografie. La lista contiene solo le 56 persone che sono citate nell'enciclopedia e per le quali è stato implementato correttamente il template Bio. Pagina aggiornata al 31 ago 2024. |

## Gennaio(4)
- 10 gennaio - Vincenzo Ercolani, vescovo cattolico italiano († 1586)
- 17 gennaio - Henry Grey, I duca di Suffolk, duca britannico († 1554)
- 17 gennaio - Antonio Scandello, compositore italiano († 1580)
- 31 gennaio - Gioseffo Zarlino, compositore e teorico musicale italiano († 1590)

## Febbraio(3)
- 2 febbraio - Gotthard Kettler, nobile tedesco († 1587)
- 12 febbraio - Alvise Corner, cardinale italiano († 1584)
- 17 febbraio - Antonio Agustín, giurista, teologo e storico spagnolo († 1586)

## Marzo(1)
- 29 marzo - Carlo Carafa, cardinale e militare italiano († 1561)

## Aprile(3)
- 9 aprile - Maximilien Morillon, vescovo cattolico belga († 1586)
- 22 aprile - Pietro degli Angeli, umanista italiano († 1596)
- 25 aprile - Giovanni Bernardino Bonifacio, umanista italiano († 1597)

## Maggio(1)
- 10 maggio - Leonardo Fioravanti, medico italiano

## Giugno(2)
- 18 giugno - Ōgimachi, imperatore giapponese († 1593)
- 29 giugno - Rembert Dodoens, botanico e medico fiammingo († 1585)

## Luglio(4)
- 10 luglio - Odet de Coligny, cardinale e vescovo cattolico francese († 1571)
- 16 luglio - Frances Brandon, nobile britannica († 1559)
- 20 luglio - Pietro Ernesto I di Mansfeld († 1604)
- 21 luglio - Pietro Foscari, politico italiano († 1581)

## Agosto(4)
- 3 agosto - Camillo Castiglione, nobile e condottiero italiano († 1598)
- 10 agosto - Gerolamo Porporato, giurista e politico italiano († 1581)
- 20 agosto - Antoine Perrenot de Granvelle, cardinale e arcivescovo cattolico francese († 1586)
- 23 agosto - Francesco I di Lorena, duca francese († 1545)

## Settembre(1)
- 6 settembre - Francisco de Hollanda, pittore portoghese († 1585)

## Ottobre(2)
- 18 ottobre - Manuel da Nóbrega, gesuita portoghese († 1570)
- 26 ottobre - Alessandro Servici, giurista italiano († 1590)

## Novembre(2)
- 13 novembre - Giulio Cesare Borromeo, condottiero e nobile italiano († 1572)
- 19 novembre - Fulvio Giulio della Corgna, cardinale e vescovo cattolico italiano († 1583)

## Dicembre(2)
- 15 dicembre - Giacomo Gagini, scultore italiano († 1598)
- 25 dicembre - Domenico Venier, poeta italiano († 1582)

## Senza giorno specificato(27)
- Abd Allah al-Ghalib, sultano marocchino († 1574)
- Balthazar Arnoullet, editore francese († 1556)
- James Beaton, arcivescovo cattolico scozzese († 1603)
- Pierre Belon, naturalista, scrittore e diplomatico francese († 1564)
- Francesco Bernardo, diplomatico e imprenditore italiano († 1556)
- Anne Bourchier, nobile britannica († 1571)
- Giovanni Michele Bruto, scrittore, storiografo e religioso italiano († 1592)
- Galeazzo Caracciolo, nobile italiano († 1586)
- Henry Clifford, II conte di Cumberland, nobile britannico († 1570)
- Frans Floris, pittore fiammingo († 1570)
- Matteo Gentili, medico e filosofo italiano († 1602)
- Gerard van Groesbeeck, cardinale e vescovo cattolico belga († 1580)
- Hayashi Narinaga, militare giapponese († 1605)
- Henry Howard, conte di Surrey, nobile, politico e poeta inglese († 1547)
- Benedetto Lomellini, cardinale e vescovo cattolico italiano († 1579)
- Willem Mahue, pittore fiammingo († 1569)
- Nanbu Harumasa, militare giapponese († 1582)
- Jacques Peletier du Mans, matematico e poeta francese († 1582)
- Juan Alfonso de Polanco, gesuita spagnolo († 1576)
- Bernardino Tomitano, medico, letterato e filosofo italiano († 1576)
- Yasuda Nagahide, militare giapponese
- Leonardo de Zocchis († 1594)
- Michel de Castelnau, diplomatico francese († 1592)
- Giovanni Andrea dell'Anguillara, poeta e letterato italiano († 1572)
- Amalia di Jülich-Kleve-Berg, principessa tedesca († 1586)
- Damat İbrahim Pascià, politico e militare ottomano († 1601)
- Ōkuma Tomohide, militare giapponese († 1582)